# Jacob Roggeveen

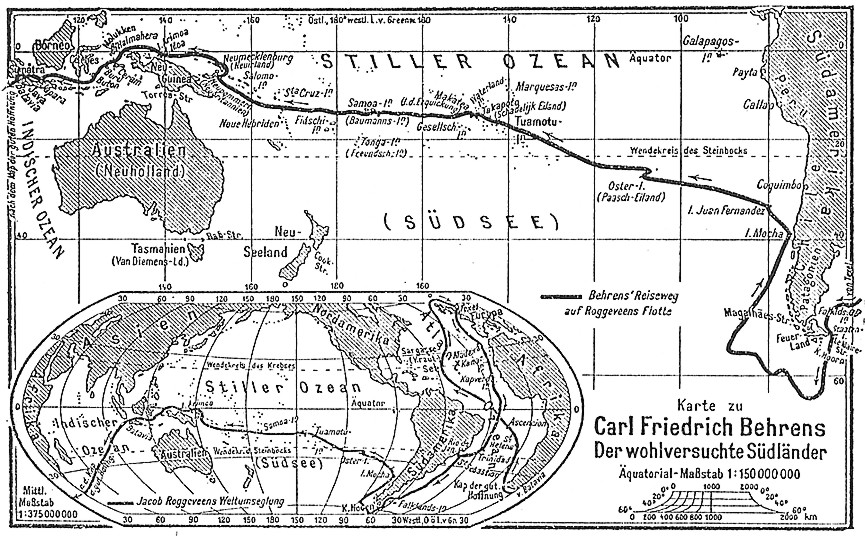
Mapa Tichého oceánu od Carla Friedricha Behrense se zakreslením plavby Jacoba Roggeveena roku 1722

Jacob Roggeveen (pokřtěn 1. února 1659 Middelburg, Spojené provincie nizozemské – 31. ledna 1729 tamtéž) byl nizozemský admirál a průzkumník z Nizozemské Východoindické společnosti, který byl vyslán, aby nalezl Terra Australis, předpokládaný a dosud neobjevený kontinent. Při své plavbě roku 1722 náhodně objevil Velikonoční ostrov.

## Výprava za Jižní zemí
Jacob Roggeveen byl pověřen Nizozemskou Východoindickou společností vedením průzkumné výpravy do Tichého oceánu, jejímž cílem bylo objevení předpokládaného neznámého kontinentu Terra Australis. Výprava vyplula z Nizozemska 1. srpna 1721. Výpravy se zúčastnily tři lodě: Arend s kapitánem Janem Kosterem, Thienhoven s kapitánem Corneliem Boumanem a Afrikaansche Galey na níž velel kapitán Roeloef Rosendaal. Výprava nejprve doplula k Falklandským ostrovům, které přejmenoval na Belgia Australis. Poté proplul průlivem Le Maire a odtud pokračoval do Tichého oceánu. Doplul na Ostrovy Juana Fernándeze, kde setrval od 24. února do 17. března. Následovala další plavba na západ.

### Objevení Velikonočního ostrova
5. dubna 1722 dorazil k dosud neznámému ostrovu, který pojmenoval Velikonoční ostrov. Pojmenoval ho tak z toho důvodů, že v den připlutí k ostrovu byla zrovna velikonoční neděle. Informace, které Roggeveen zaznamenal o ostrovu jsou poměrně chudé. První domorodec, který vstoupil na palubu lodi byl obdarován několika drobnými dárky; to podnítilo zájem dalších domorodců. Během návštěvy domorodců na lodích došlo z jejich strany k několika krádežím, které vyústily až ve střelbu, při níž několik domorodců padlo. Roggeveen zaznamenal, že na ostrově žilo asi 2 000 až 3 000 obyvatel. Zaregistroval také přítomnost soch Moai. Domníval se však, že jsou hliněné a výprava jim nevěnovala výraznou pozornost.

### Tichomořské ostrovy
Poté se vydal na cestu do Batávie, během níž navštívil souostroví Tuamotu, Společenské ostrovy, kde objevil ostrov Bora-Bora a 13. června 1722 dorazil na Samou. Zde byl po nějakou dobu vězněn za porušení práv Nizozemské východoindické společnosti, avšak po propuštění byl společností odškodněn.
V roce 1723 se vrátil do Nizozemska.